# Districte de Machaze
El districte de Machaze és un districte de Moçambic, situat a la província de Manica. Té una superfície de 13.112 kilòmetres quadrats. En 2007 comptava amb una població de 104.814 habitants. Limita al nord i nord-oest amb el districte de Mossurize, a l'oest amb Zimbabwe, al sud amb el districte de Massangena de la província de Gaza i amb el districte de Mabote de la província d'Inhambane, i a l'est amb els districtes de Machanga i Chibabava de la província de Sofala.

## Divisió administrativa
El districte està dividit en dos postos administrativos (Machaze i Save), compostos per les següents localitats:
- Posto Administrativo de Machaze:
  - Bassane
  - Chimbia
  - Chipudje
  - Machaze
  - Mutanda
- Posto Administrativo de Save:
  - Matende
  - Mavissanga
  - Sambassoca
  - Save